# TM NETWORK
TM NETWORK（ティーエム・ネットワーク）は、小室哲哉（シンセサイザー・キーボード）、宇都宮隆（ボーカル）、木根尚登（ギター・キーボード）による日本の3人組（スリーピース）音楽ユニット。
1984年（昭和59年）4月21日にシングル「金曜日のライオン (Take it to the lucky)」およびアルバム『RAINBOW RAINBOW』でデビュー。1987年（昭和62年）2月26日リリースの4枚目のオリジナルアルバム『Self Control』で初のオリコンアルバムチャートベストテン入りを果たす。同年4月8日リリースの10枚目のシングル「Get Wild」で初のオリコンシングルチャートベストテン入りを果たす。同年7月1日発売のベストアルバム『Gift for Fanks』で初のオリコンチャート1位を獲得。
1990年（平成2年）に名義を「TMN（ティーエムエヌ）」へリニューアル。その後、デビュー10周年となる1994年（平成6年）4月21日に「TMNプロジェクト終了」を宣言、同年5月18日・19日、東京ドームで行われたライブ『TMN 4001 DAYS GROOVE』をもって終了。1999年（平成11年）には再びTM NETWORKとして再始動。LPレコード、カセットテープを含めたシングルとアルバムの売上総数は公称1600万枚を突破している。

## メンバー
1984年のデビュー以降、正規メンバーの変更は一切行われていない。
| 名前                           | 生年月日               | 出身地       | 血液型 | 身長  | 担当 | 役割                                     |
| ------------------------------ | ---------------------- | ------------ | ------ | ----- | --- | ---------------------------------------- |
| 小室哲哉 （こむろ てつや）     | 1958年11月27日（66歳） | 東京都府中市 | O型    | 167cm | シンセサイザー、キーボード、ピアノ、ハモンドオルガン、シンセベース、DAW、シンクラヴィア、ボーカル、コーラス、ドラムス、チューブラーベル、エレクトリックギター | 作詞、作曲、編曲、リーダー、プロデュース |
| 宇都宮隆 （うつのみや たかし） | 1957年10月25日（67歳） | 東京都立川市 | O型    | 178cm | ボーカル、コーラス、ギター、ベース | 作詞、作曲                               |
| 木根尚登 （きね なおと）       | 1957年9月26日（67歳）  | 東京都立川市 | B型    | 174cm | コーラス、アコースティックギター、ピアノ、キーボード、ハーモニカ、エレクトリックギター、シンセサイザー、ベース、ボーカル                                      | 作詞、作曲、編曲                         |

## 解説
TM NETWORKは小室をリーダーとする3人組の音楽ユニット・ロックユニット・デジタルバンド、シンセサイザーを大幅に導入した新世代ロック・バンドとして注目を浴びる。1986年5月30日発売のバンドスコア『VISION MELODIES』において小室は、「史上最少のAVプロジェクト」と言っており、「音楽だけでも世間から認知されるのが大変なのに、ビジュアルまで考えるのは欲張りである」、「ビジュアルを考えた音楽がTM NETWORKの音楽であるとすれば、これは1つのジャンルと言えるかもしれない」と語っている。
2002年のJASRACによる小室インタビューではロックバンドの意識だったがダンスミュージックにシフトしていった、また2015年の木根による著作ではDRESS2レコーディング時にシンセサイザーバンドだと再確認したと述べられている。
略称はTM、TMN。TMN名義で活動していた時期はTMとは略されず、そのままTMNと呼称されることが多かった。なおTM NETWORK名義の楽曲も一部のメディアやファンからはT.M.RevolutionやTMGとの区別のためTMNと呼称される事もあり、逆にTMN時代の楽曲もTM NETWORKと呼称される事もある（特に1990年以降）。

### 作風
切れのいい歌を入れたデジタルシンセサイザーやサンプラーを中心としたスタイリッシュなポップスの在り方を明確に提示し、1980年代末から1990年代初めの日本国内に一大旋風を巻き起こした。その音楽性は、デビュー直後のB'zやaccess、DREAMS COME TRUE、TRF等1990年代以降のJ-POPやアニメソングにも非常に大きな影響を与えており、ロックを基盤とした独特の緊張感を持つ作風から、同時期に活動していたBOØWYともよく比較される。
デジタルシンセサイザーやサンプラー・シークエンサー・コンピューター・デジタルオーディオワークステーション(DAW)を活用した同期演奏の第一人者であるが、アナログシンセサイザーを多用したRHYTHM REDツアーやハモンドオルガンなどを用いたチャリティーイベントAAA'93での演奏、グランドピアノを用いた1994年終了コンサートのアンコール、LIVE TOUR Major Turn-Roundでのメロトロンを用いた演奏や2020年年末イベントのアコースティックよりな「TIMEMACHINE」等の演奏など、同期を使わないこともある。

### 音楽性
デビュー当初のコンセプトは「ライブはしない、その代わりPVにはテレビCM界の大御所を起用する」というものだったが、正確には「ライブをしない」ではなく「小室の要求を満たすテクノサウンドを制作できる機材が高価過ぎて手が届かなくて、ライブができなかった」と言うのが正しい。それに気付かされたのが「DEBUT CONCERT」開催時の音色の薄さであり、その後すかさず「ライブをしない」というフェイクのコンセプトを打ち立てた。そのような試行錯誤を続けていく内に、「アルバム毎」あるいは「何年かの周期」という小室の音楽的な志向や興味をその時の活動のテーマにして、それを宇都宮・木根が理解し3人が意思統一して、「その時代でやりたいことを徹底してやる」「洋楽と邦楽の間にある溝は何なのかを常に話し合い、その上で洋楽への入り口になって、代理人として道案内をする」ことをTMの活動の基本コンセプトとし、その方針は小室のTM以外での活動でも活用されることとなった。
活動開始前は鍵盤楽器を主なルーツにしていたものの、ピアノ・歌のみだと「フォークソングになってしまい、先進性がない」と危惧し、シンセサイザーを全面に持ってきてしまうと「1980年代前半のイエロー・マジック・オーケストラの二番煎じになる」と悩んだ。その時にBOØWYの活動を見た小室は「ギターの音色はロックになっていて、歌のメロディは歌謡曲に近い」とうらやましく感じ、歌と音を上手く合わせることで、先進性と大衆性のバランスをとる様に意識した。
また、デュラン・デュランの「コード進行からして大衆に向けて作っていないのに、その方向性で作った曲をメジャーに展開し、売れている」活動姿勢に次第に憧れる様になった。

### 制作体制
全ての演奏をメンバー内で完結させるロックバンドとしてではなく、個々のキャラクターと役割の分担を重視した音楽ユニットとして組まれた。小室はそれをフォーミュラ1のエンジン・ボディの開発チーム、ドライバー、整備班、スポンサーをひっくるめたプロジェクトチーム・あるいはコーポレートアイデンティティに例え、それらのチームワークをTMに流用している。バンドではないことを逆手にとって、「3人が経営する企業」に置き換え、企業理念の要領でデザイン要素（ロゴマーク・コンセプト名等の変更・統一）を計画的にコントロールし、活動の活性化を促しつつアピールし、メンバーの変化と成長をアイディアで見せることで迫力と緊張感をファンに楽しんでもらう活動をビジネスレベル・プロジェクト単位で自覚的に行った。少なくとも「小室がスタジオで機材を遊び感覚で動かしながら新しい制作方法を開発し、木根がバラードを作り、宇都宮が歌に専念する」という制作システムは1979年に前身たるバンド「SPEEDWAY」でセッションした時から変わっていない。
作詞は「僕は曲を作る時にどうしても音が先行してしまうし、どうしても趣味の『SF・不思議の世界』になってしまう。だから、誰もが心の中で『自分のそういう部分がある』と納得できるわかりやすいものが欲しい」という小室の意向から、周囲と相談しながら大半の作詞作業に女性の作詞家を起用している。メインの作業を女性に委託しているのは、「TMの繊細な部分と合っていて、細かい所まで神経が行き届いているから」という志向によるものである。小室が曲を完成させた時点で、映画・小説を持ち出して、「こういう曲にしたい」と周囲と話し合い、曲に合った作詞家を探し出して、その人も含めて話し合う。加えて書き上げた歌詞にも合わないと容赦なくリテイクを出すため、とても手間をかけている。宇都宮は「1回OKは全くない。何回も書き直してやっとOKが出る」と話している。
シンガーソングライター・小説家の小室みつ子（1986年以前の初期は「西門加里」のペンネーム）が主なTMの作詞担当を行っている。小室みつ子以外では、松井五郎（1985年と2014年に2曲）、麻生香太郎（SEYMOUR、1984年と1985年の初期に数曲のみ）、三浦徳子（1985年に1曲のみ）、川村真澄（1986年に1曲のみ）、神沢礼江（1986年と1987年に数曲のみ）、竹花いち子（1986年に1曲のみ）、TMN時代には脚本家の坂元裕二（1990年と1991年に数曲のみ）からも詞の提供を受けている。
作詞の世界観について、代表曲の大部分を担当している小室みつ子は「主人公の資質はピュアだけど、ピュアになりきれない世界の中で生きる主人公」をテーマの主軸とし、小室は「純粋にファンタスティックで、SF・ロールプレイングゲームを思わせる世界観」を基本方針にしている。
作曲と編曲のほとんどは小室と木根が担当している。1980年代末より楽曲制作にシンクラヴィア（Synclavier 6400）を導入しハードディスクレコーディングを取り入れている。
歌唱パートのメロディの基本構成は「宇都宮がメイン・小室がハーモニー部分のコーラス・高めの音等のきつめのコーラスを木根」という割り振りになっている。
活動を考える際、主に木根と2人で「3人は何ができて、何ができないか」「デモテープはどう作るか」を時間をかけて話し合う。小室は「デモテープを作っているときにあまりにマニアックで過激な方向へ走っていったときに、木根はすごく大衆的な耳を持っているから、彼に聞かせると『この方向性でいいか悪いか』が分かる」と語り、木根は「あんまり意識はしてないけど、口で言わなくてもやっぱり顔に出るのかな。TMの楽曲の第一番のリトマス試験紙」と話している。そのシステマティックな制作姿勢は小室は2人との関係性を自分自身も評する上で「3人の間での意見の食い違いなんて、『リードシングルはどれにしよう』『セットリストはどうしよう』とかその程度」「ヴィジュアル面・音楽面・コンテスト等のプレゼン・デモテープの作り方等での『自分の思い付きを実現する』という苦しい作業に、軽く乗ってくれて対応できる順応性・柔軟性・癖を持っている」「3人とも個別で『自分は何をやればいいのか』を、独自に一定の距離を保ちながら考えていた」「『1人だけ売れると嫉妬心を持つ』というケースが全然なかった」「3人で揉め事や喧嘩をしたことや不平不満を言ったことは一度もないですね。プライベートでも仲がいい」と答えている。
「TMN終了」以降は1年に2、3度しか会わないことも珍しくなくなったが、宇都宮の個人事務所エム・トレスの意向でTMの制作チームのスタッフが、安室・globeのコンサート制作チームとしてそのままスライドされたこともあり、久しぶりに会っても違和感やブランクは全くなかった。小坂洋二は3人を「彼らが揃えたスタッフも、中学からの友達ばかりだった」「しんみりしそうになると、すぐに笑い飛ばす独特の世界」と話している。

### イメージ戦略
デビュー時から、イメージ戦略を徹底的に行った。特に「面白い」イメージを付けないために、雑誌に載せる予定の写真は写っている表情まで隅までチェックし、「ナチュラル」「自然体」と評されそうな写真は極端なまでに避け、「笑顔」「コンサートの楽屋風景」は絶対に採用しなかった。雑誌・テレビに出てもしゃべるのは小室と宇都宮だけで、元々プライベートでも面白い雰囲気を持つ木根はトークに参加できなかった。その内にFMラジオ出演・雑誌インタビューは小室中心、テレビ出演では宇都宮を目立たせ、AMラジオ出演は木根出演と徹底して役割を分担し、常にスタイリングされたトータルな世界観で表に出た。
モデルはデュラン・デュラン、ジャパン、カジャグーグー等のニューロマンティック系のバンドのジェンダーレスな雰囲気を狙って出す様にしていた。
当初フォークシンガーを目指していた木根は、TM結成後はイメージ作りのため、フォークソングについて口にすることを禁じられ、小室は自身の音楽のルーツがプログレッシブ・ロックでありながらも、ニューロマンティックの方向性に意識的に移行する様に務めた。しかし、ニューロマンティックを活動の主軸にしながらも、アンディ・テイラーのハードロックへの情景・ジョン・テイラーのパンクロックへの造詣の深さを隠さない姿勢に関心を示していた。宇都宮は小室の紹介でデュラン・デュランのミュージック・ビデオに予算・趣向をかける活動の方向性、日本人が好む哀愁のあるメロディに感銘を受けたが、TMデビュー前に髪型・服装でやりたくないファッションをやらされそうになった時があり、必死に抵抗した。

### ライブ
ライブはどのような演出・構成・プレイリストなのかは読めないように仕込み、幕が開いて初めて分かるように演出した。天井からスピーカーをぶら下げてのサラウンドシステムを導入したり、ムービングライト等様々な最新のテクノロジーを取り込んだ。木根は「サポートメンバーもTMの正式メンバー」という精神で、気持ちよく集団制作ができるロックバンドとしての環境作りに気を回した。基本は「音楽・照明・舞台構成・パフォーマンスが一体となって融合している」ことを目標にし、観客が場内に入ってから、ライブが終わって場外へ出る間の余韻まで綿密に計算している。それ故にアンコールは一度も行わず、強いていえばカーテンコールで一礼して観客に答えるだけだったが、「TM NETWORK FANKS CRY-MAX」以降は時折アンコールを取り入れるようになった。
ライブでは楽曲に対して「再構築」とも取れる大幅なアレンジ・リミックスを施している。発端は「E-mu Emulator IIの読み込みに時間がかかるため、その場をどうつなぐか」という発想からスタートした。そこから、基本方針は「ただ踊るだけの曲なら、ドラムだけでも成立するし、1、2回聞いたら飽きられる。踊りやすいのは勿論のこと、座って聞いていても聴かせる音にする」ことを目指す様にしている。
従来の「この楽曲だけ聞ければいい」「この辺で踊れればいい」「アンコールで盛り上がって行きつく」構成ではなく、「プロローグで『これは何?』と疑問と興味を持ってもらい、ストーリーが段々と盛り上がっていって、エピローグで意味がわかる」というシアトリカルな演出を志向した。舞台監督からの影響もあり、「一景・二景…」と絵を分けて、舞台用語・演劇用語を使いながら企画会議を進めていき、それらに音楽をどう結び付けていくのかを考えていった。
モデルは小室がピンク・フロイドの「ザ・ウォール」を引っ提げたライブツアー「The Wall Performed Live」での、大掛かりなパフォーマンスに影響を受けたことから始まった。
デビュー30周年を迎えた2014年は、新曲発表・2度の全国ツアー・7年ぶりのオリジナルアルバム・アリーナ公演・大型フェス出演など、精力的に活動した。また、2012 - 2015年に行われた30周年関連の一連のライブでは、シアトリカル（演劇的）なライブ演出を強めたため80年代同様にMCやアンコールはほぼ行わなかった。2013年より従来のハードウェア・シンセサイザーに加え新たにソフトウェア・シンセサイザーも導入、2014年秋ツアー以降の30周年ライブではキーボードブースにはプロジェクターから透過スクリーンにソフトシンセの画面を投影する機材を導入し演奏は巨大LEDスクリーンの前で行い、2021年のライブ作品配信では三角形の昇降型映像照明装置を用いて、視覚的にもその時点での最新の近未来感を演出している。

## 来歴

### 1980年代
1983年
- 新たな音楽を模索していた小室哲哉が、木根尚登にバンドではなくユニットとして音楽活動をすることを打診。SPEEDWAYはそのまま休眠状態となる。元々はオーストラリアの外国人ボーカリストをボーカルに据える考えであったが、ビザの期限切れで国外退去となったため、別バンドで活動していた宇都宮隆を引き抜いて結成。
- 5月 ユニット名を「TM NETWORK」と命名する。
- 8月『フレッシュサウンズコンテスト』で「1974」を演奏し、満点の評価を得てグランプリに輝く。
- 9月10日 EPIC・ソニーと正式契約。

1984年
- 4月21日 EPIC・ソニーより、1stシングル「金曜日のライオン (Take it to the lucky)」、1stアルバム『RAINBOW RAINBOW』の同時リリースでデビュー。キャッチコピーは「金色の夢を見せてあげる」。
- 6月18日 初のライブツアー『DEBUT CONCERT』開催（7月17日まで、2都市3公演）。オフィシャルで公表されていないライブツアーである。
- 7月21日 2ndシングル「1974 (16光年の訪問者)」リリース。この曲で、北海道地区を中心に大ヒットする。
- 9月1日 オフィシャルファンクラブ『TIMEMACHINE cafe』発足。
- 12月5日 ライブ『ELECTRIC PROPHET』開催（12月27日にも開催、2都市2公演）。

1985年
- 6月21日 2ndアルバム『CHILDHOOD'S END』リリース。
- 6月22日 ファンイベント『PARTY OF TM VISION』スタート（11月3日まで、11都市13会場）。
- 8月25日 1stビデオ『VISION FESTIVAL』リリース。
- 9月27日 ライブツアー『DRAGON THE FESTIVAL featuring TM NETWORK』スタート（11月27日まで、8都市8公演）。
- 11月28日 1stミニアルバム『TWINKLE NIGHT』リリース。

1986年
- 6月4日 3rdアルバム『GORILLA』リリース。
- 6月10日 ライブツアー『TM NETWORK TOUR '86 FANKS DYNA☆MIX』スタート（7月18日まで、14都市14公演）。
- 8月23日 野外ライブ『FANKS "FANTASY" DYNA-MIX』をよみうりランドEASTで開催。
- 11月29日『YAMAHA X-DAY』に出演開始（12月7日まで、2都市）。
- 12月1日『SPECIAL LIVE』を福岡マリアクラブで開催。
- 12月21日 TBS開局35周年記念イベント『ANNIVERSARY ROCK FESTIVAL』参加。

1987年
- 2月11日 ファンイベント『FANKS SUMMIT』スタート（12月20日まで、7都市）。
- 2月26日 4thアルバム『Self Control』リリース。
- 3月10日 ライブツアー『TM NETWORK TOUR '87 FANKS! BANG THE GONG』スタート（5月20日まで、26都市28公演）。
- 4月8日 10thシングル「Get Wild」リリース。シングル初のオリコンベスト10入りを果たす。
- 6月24日 ライブ『TM NETWORK FANKS CRY-MAX』を日本武道館で開催。
- 7月1日 初のベスト・アルバム『Gift for Fanks』リリース。当時はまだLPが主流だったが、CDのみのリリースであった。最高1位を記録。同日1stアルバムを再発売。
- 11月1日 日本武道館で『YAMAHA BAND EXPLOSION』にゲスト出演。
- 11月9日 ライブツアー『Kiss Japan TM NETWORK Tour '87〜'88』スタート（1988年2月25日まで、44都市53公演）。
- 11月11日 5thアルバム『humansystem』、単行本『humansystem』を同時リリース。
- 12月8日 フジテレビ系の年末大型音楽番組『FNS歌謡祭』に初出演。「Get Wild」「Self Control（方舟に曳かれて）」を披露。

1988年
- 3月14日 ライブツアー『KISS JAPAN DANCING DYNA-MIX TM NETWORK ARENA TOUR』スタート（4月6日まで、8都市13公演）。
- 8月25日 ライブ『T-MUE-NEEDS STARCAMP TOKYO Produced by TM NETWORK』を東京ドームで開催。
- 12月9日『TM NETWORK TOUR '88〜'89 CAROL 〜A DAY IN A GIRL'S LIFE 1991〜』スタート（1989年8月18日まで、24都市64公演）。
  - 6thアルバム『CAROL 〜A DAY IN A GIRL'S LIFE 1991〜』リリース。自身の全てのCDの中で一番の売上枚数（ミリオン）を記録。

- 12月24日 ファンイベント『T-MUE-NEEDS SUMMIT』スタート（2月25日まで、4都市）。
- 12月31日「COME ON EVERYBODY」で『第39回NHK紅白歌合戦』初出場。

1989年
- 4月2日・4月3日『SF Rock Station FINAL EVENT「Thank You TM NETWORK」』を合歓の郷で開催。
- 5月12日 リプロダクトアルバム『DRESS』リリース。
- 7月21日 20thシングル「DIVE INTO YOUR BODY」リリース。
- 8月25日 ライブツアー『TM NETWORK CAROL TOUR FINAL CAMP FANKS!! '89』スタート（8月30日まで、2都市4公演）。
- 8月30日『クローズド・サーキット・コンサート』開催。ライブ『TM NETWORK CAROL TOUR FINAL CAMP FANKS!! '89』の最終公演を全国10箇所で衛星生中継した。
- 9月1日 TM NETWORKとしての活動を一旦休止。各々ソロ活動を開始する。
- 12月29日 ファンイベント『FANKS THE PARTY』を東京ベイNKホールで開催。

### 1990年代
1990年
- 3月21日『FANKS FILM COLLECTION』スタート（4月8日まで、54都市57会場）。小室のソロライブの映像とアニメ『CAROL』を上映。
- 7月7日 TM NETWORK名義最後の21stシングル「THE POINT OF LOVERS' NIGHT」リリース。
- 8月8日 ファンイベント『ARENA GATHERING』スタート（8月23日まで、3都市）。
- 8月28日 TMNリニューアル宣言記者会見。
- 9月1日 TMNとして活動再開。
- 9月28日 TMN名義初のCDシングル（通算22nd）「TIME TO COUNT DOWN」リリース。
- 10月25日 7thアルバム『RHYTHM RED』リリース。
- 11月3日・11月4日 公開ゲネプロ『RHYTHM RED TMN TOUR 〜THE FORMATION RAP〜』を中野サンプラザで開催。
- 12月10日 ライブツアー『RHYTHM RED TMN TOUR』スタート（1991年3月13日まで、15都市40公演）。
- 12月21日 23rdシングル「RHYTHM RED BEAT BLACK」リリース。

1991年
- 3月21日『EPIC SONY TMN SPECIAL EVENT』を全労済ホールスペース・ゼロで開催。
- 5月22日 25thシングル「Love Train/We love the EARTH」リリース。自身のシングルの中で一番の売上枚数を記録。
- 9月5日 8thアルバム『EXPO』、単行本『TMN the PAPERBACK "RHYTHM RED" TOUR DOCUMENT』を同時リリース。同日1st - 6thアルバムを再発売。
- 9月1日 ライブツアー『TOUR TMN EXPO』スタート（1992年2月15日まで、36都市66公演）。
- 9月12日『EXPO 3D パビリオン』スタート（2月23日まで、12都市）。
- 11月15日 26thシングル「WILD HEAVEN」リリース。
- 11月30日・12月1日「NEC パソコン・フェア・スーパー ライブ『WILD HEAVEN』」を幕張メッセで開催。

1992年
- 1月14日「LAWSON 冬祭り・TMNスペシャル・イベント『PARTY PAVILION』」スタート（2月27日まで、6都市6公演）。
- 3月12日『TOUR TMN EXPO FINAL CRAZY 4 YOU』スタート（4月18日まで、5都市9公演）。
- 4月25日『TMNフォーク/メタル・パビリオン』を日清パワーステーションで開催。メンバーの趣味によるライブのため、TMNの曲は演奏しなかった。
- 8月21日 初のライブアルバム『COLOSSEUM I』『COLOSSEUM II』を同時リリース。

1993年
- 8月21日 リミックスアルバム『CLASSIX 1』『CLASSIX 2』を同時リリース。
- 9月29日 685日ぶりの27thシングル「一途な恋」をリリース。
- 12月1日『Act Against AIDS '93』に参加（このときはTMN名義ではなく3人の連名であった）。

1994年
- 4月21日 デビュー10周年のこの日、突如、朝刊全面広告にてTMNの「終了」を宣言。同時に28thシングル「Nights of The Knife」リリース。ニッポン放送『オールナイトニッポン』プロジェクト終了スペシャルOA。
- 5月18日 東京ドームにて、ラストライブ『TMN 4001 DAYS GROOVE』の1日目を開催。
- 5月19日『TMN 4001 DAYS GROOVE』の2日目を開催し、全ての活動が終了した。
- 5月26日 限定BOX『GROOVE GEAR 1984-1994』リリース。
- 6月22日 それぞれのメンバーが選曲したベスト・アルバム『TMN BLACK』『TMN RED』『TMN BLUE』、VHS『DECADE (TM NETWORK 1984-1994)』リリース。

1996年
- 6月17日 1st - 8thアルバム2度目の再発売。
- 12月12日 ベスト・アルバム『TIME CAPSULE all the singles』リリース、3人の連名名義の新曲「Detour」収録。

1997年
- 小室、TM NETWORKの再活動を宇都宮と木根に提案、受諾。小室が生出演した12月25日のニッポン放送『オールナイトニッポン』にて再結成を発表。

1999年
- 1月30日 ベスト・アルバムシリーズSTAR BOXで『STAR BOX（TM NETWORK盤）』『STAR BOX（TMN盤）』を同時リリース。
- 3月27日 木根がヴェルディ川崎のサポートソングを「TM NETWORK」名義で発表すると表明。
- 5月8日 小室のプロジェクト『TRUE KiSS DESTiNATiON Night 福岡』に宇都宮と木根がゲスト出演、「TM NETWORK」として7月に新曲をリリースすると発表。
- 5月31日 新レーベルTRUE KiSS DiSCのお披露目会見。
- 7月22日 TM NETWORK再始動後初のCD、29thシングル「GET WILD DECADE RUN」リリース。
- 10月25日 麻薬・覚せい剤禍撲滅運動千葉大会『YES TO LIFE FESTIVAL』参加。

### 2000年代
2000年
- 7月27日 再始動後初のライブ『TM NETWORK Log-on to 21st Century supported by ROJAM.COM』を横浜アリーナで開催。32ndシングル「MESSaGE」会場先行発売。
- 12月1日「Act Against AIDS 2000『THE VARIETY 8』」参加。
- 12月5日 ライブツアー『TM NETWORK TOUR MAJOR TURN-ROUND Supported by ROJAM.COM』スタート（2001年1月20日まで、10都市15公演）。
- 12月25日 インディーズレーベルより9thアルバム『Major Turn-Round』リリース。

2001年
- 1月1日 小室がオーガナイザーを務めたイベント『Rendez-vous in Space 2001』に参加。

2002年
- この年以降、R and Cに移籍し、前年より発足し、GABALLが在籍していたレーベル「gaball screen」に所属する。
- 10月1日『LAUGH & PEACE PREMIUM NIGHT』開催。
- 10月30日 35thシングル「CASTLE IN THE CLOUDS」リリース。
- 11月22日 小室がKEIKO（globe）と結婚、同日結婚披露宴が行われた。

2003年
- 1月1日 ベスト・アルバム『THE LEGEND』リリース。
- 2月5日 蔵出し音源CDとインディーズアルバム『Major Turn-Round』のCD2枚組のアルバム『キヲクトキロク 〜 Major Turn-Round』リリース。
- 2月16日『LIVE EPIC 25』参加（2月23日まで）。
- 5月27日 ライブツアー『TM NETWORK tribute LIVE UTSU&KINE'S SELECTION FROM TM SONGS』スタート（6月27日まで、6都市11公演）、小室は不参加。
- 9月6日・9月7日 ファンイベント『TM NETWORK FAN EVENT in NAEBA'03』開催。
- 12月1日「Act Against AIDS 2003『THE VARIETY 11』」に参加。

2004年
- 3月24日 10thアルバム『NETWORKTM -Easy Listening-』リリース。
- 3月31日 限定BOX『WORLD HERITAGE DOUBLE-DECADE COMPLETE BOX』リリース。
- 4月17日 フジテレビ系『MUSIC FAIR』に出演。同番組は当時の時点で放送41年目を迎えていたが、TM NETWORKがデビュー21年目にして満を持しての初出演となった。
- 4月21日 ライブ『TM NETWORK DOUBLE-DECADE“NETWORK”in YOKOHAMA ARENA』開催。DVD『CAROL the LIVE』リリース。
- 5月20日 ライブツアー『TM NETWORK DOUBLE-DECADE TOUR “NETWORK”』スタート（6月9日まで、8都市12公演）。
- 6月24日・6月25日 ライブツアー『TM NETWORK DOUBLE-DECADE TOUR FINAL “NETWORK” in NIPPON BUDOKAN』開催。
- 12月22日 ベスト・アルバム『Welcome to the FANKS!』、DVD『All the Clips』リリース。

2005年
- 4月8日 ライブツアー『SPIN OFF from TM-tribute live 2005-TOUR』スタート（5月15日まで、6都市16公演）、小室は不参加。

2007年
- 3月21日 EPIC・ソニー時代のTM NETWORK名義のオリジナルアルバム8枚の紙ジャケット・リマスター盤をリリース。
- 3月3日『SPIN OFF from TM 2007 -tribute LIVE III-』スタート（6月8日まで、11都市20公演）、小室は不参加。
- 10月5日 MySpace公式サイト開設。
- 10月31日 37thシングル「WELCOME BACK 2」リリース。
- 11月2日、11月3日『楽器フェア』40周年特別企画として、3年ぶりのライブツアー『TM NETWORK -REMASTER-』をパシフィコ横浜国立大ホールよりスタート。
- 12月5日 11thアルバム『SPEEDWAY』リリース。

2008年
- 3月27日より『TM NETWORK PLAY SPEEDWAY and TK HITS !!』スタート（5月25日まで、8都市17公演）。
- 5月28日 ベスト・アルバム『TM NETWORK THE SINGLES 1』リリース。
- 11月4日 小室が詐欺容疑で逮捕され、11月26日発売予定だったベスト・アルバム『TM NETWORK THE SINGLES 2』の中止が決定。2009年5月25日に懲役3年・執行猶予5年の有罪判決が確定。宇都宮は「彼とともに音楽を作り、笑い、悩み、楽しんできた僕らの歴史は変わりません」、木根は「僕は、彼がゼロから立ち直る力も持っていると思います。TM NETWORKの復活もあると信じています」とコメントしている。

2009年
- 9月30日 前年の小室の不祥事により発売が中止されたベスト・アルバム『TM NETWORK THE SINGLES 2』が発売。

### 2010年代
2012年
- 2月27日 フジテレビ系の『SMAP×SMAP』の「アニメソング祭」に出演し「Get Wild」を歌唱。
- 3月20日 幕張メッセで東日本大震災復興支援チャリティコンサート『All That LOVE -give & give-』が開催。このチャリティーコンサートにTM NETWORKの出演が決まり、これにより2008年の小室の不祥事により中断していたTM NETWORKの活動を4年ぶりに再開することとなった。米米CLUB、PRINCESS PRINCESSとの出演で2万人を動員。TMのサポートメンバーはFENCE OF DEFENSEが務めた。
- 4月24日、4月25日 ライブ『TM NETWORK CONCERT -Incubation Period-』が日本武道館で開催、 ライブシネマ『TM NETWORK CONCERT -Incubation Period-』が全国ならびにアジア（香港、台湾）の映画館で上映、38thシングル「I am」をリリース。
- 5月23日 オリジナルシングル集『TM NETWORK ORIGINAL SINGLES 1984-1999』ならびにインストゥルメンタル集『TM NETWORK ORIGINAL SINGLE BACK TRACKS 1984-1999』をリリース。
- 7月2日 フジテレビ系『SMAP×SMAP』の「S-Live」に出演し、SMAPとのコラボレーションで「Love Train」「Get Wild」「Self Control（方舟に曳かれて）」「I am」を披露。
- 8月26日 渋谷公会堂にて新作ライブDVD＆Blu-ray『TM NETWORK CONCERT -Incubation Period-』発売記念スペシャルイベント開催。
- 9月12日 ライブDVD&BD『TM NETWORK CONCERT -Incubation Period-』リリース。なおBlu-ray Discによるリリースは今回が初となる。

2013年
- 2月20日 EPIC・ソニー時代のTM NETWORK名義の1980年代発表のオリジナルアルバム7枚のBlu-spec CD2盤をリリース。
- 7月20日、7月21日 約1年3か月ぶりとなるライブ『TM NETWORK FINAL MISSION -START investigation-』をさいたまスーパーアリーナで開催（元々は5月25日、5月26日の予定だったが、宇都宮の病気のため、7月の日程に振り替えとなった）、ライブは全国映画館で同時生中継された。会場限定CD「Green days 2013」販売。
- 12月11日 アリーナ公演『TM NETWORK FINAL MISSION -START investigation-』がBlu-rayとDVDで発売。

2014年
- 4月18日 フジテレビ系『僕らの音楽』に出演し、ゴールデンボンバーとのコラボレーションで「Get Wild」を披露し、単体で「Self Control（方舟に曳かれて）」も披露。この回の放送では、「僕らの小室哲哉」というサブタイトルで放送され、TM NETWORKを含めて、TRF、華原朋美、鈴木亜美といった小室ファミリー、ゴールデンボンバー、E-girlsが出演して、小室哲哉の音楽に関するテーマでトークやライブが行われた。
- 4月22日 シングル「LOUD」、セルフリプロダクトアルバム『DRESS2』同時リリース。
- 4月26日より、約6年振りとなるライブツアー『TM NETWORK 30th 1984〜 the beginning of the end』がスタート（5月20日まで、6都市10公演）。
- 7月12日、日本テレビ系の夏大型音楽番組『THE MUSIC DAY 音楽のちから』に初出演し、「Get Wild 2014」「I am 2013」を披露。
- 7月13日 日本テレビ系『LIVE MONSTER』に出演。
- 9月24日 春に行われたライブツアー『TM NETWORK 30th 1984〜 the beginning of the end』がBlu-rayとDVDで発売。
- 10月24日 フジテレビ系『どぅんつくぱ〜音楽の時間〜』に出演し、翌週発売されるオリジナルアルバム『QUIT30』に収録されている「Alive」が披露された。これが同曲のテレビ初披露だった。
- 10月29日、およそ7年ぶりのオリジナルアルバム『QUIT30』が発売。このアルバムを引っ下げて30周年2度目のライブツアー『TM NETWORK 30th 1984〜 QUIT30』が同日スタート（2015年1月11日まで、11会場15公演）。
- 12月24日 限定BOX『CAROL DELUXE EDITION』発売。
- 12月30日 rockin'on PRESENTS『COUNTDOWN JAPAN 14/15』EARTH STAGEにて大規模フェス初出演。

2015年
- 1月17日 コンサートムービー『TM NETWORK THE MOVIE 1984〜 30th ANNIVERSARY』が全国映画館で期間限定公開。
- 2月7日・8日 アリーナ公演『TM NETWORK 30th 1984〜 QUIT30 HUGE DATA』がさいたまスーパーアリーナで開催。
- 2月14日・15日 アリーナ公演『TM NETWORK 30th 1984〜 QUIT30 HUGE DATA』が神戸ワールド記念ホールで開催。
- 2月15日 23:00よりNHK BSプレミアムにて『名盤ドキュメント　MASTER TAPE「CAROL」TM NETWORK』が放送。
- 3月21日・22日 アリーナ公演『TM NETWORK 30th FINAL』が横浜アリーナで開催、会場限定CD「Get Wild 2015 -HUGE DATA-」発売。
- 4月17日 ニッポン放送『オールナイトニッポン』出演。
- 7月22日 さいたまスーパーアリーナ公演『TM NETWORK 30th 1984〜 QUIT30 HUGE DATA』がBlu-rayとDVDで発売。秋から行われたツアー「TM NETWORK 30th 1984〜 QUIT30」は本作Blu-ray初回限定盤にのみ収録。
- 11月25日 横浜アリーナ公演『TM NETWORK 30th FINAL』がBlu-rayとDVDで発売。Blu-ray初回限定盤のみオールナイトニッポン収録。

2016年
- 3月23日 7枚組 Blu-ray BOX『TM NETWORK 2012-2015』発売。ドキュメンタリー「beyond the fact」、ライブ映像「COUNTDOWN JAPAN 14/15」は本作にのみ収録。

2017年
- 4月5日 GET WILDの発売30周年を記念した企画コンピレーション・アルバム『GET WILD SONG MAFIA』を発売。週間CDアルバムランキング（2017年4月17日付）では4位を獲得、ギネス世界記録に認定され、第10回CDショップ大賞2018のリビジテッド賞を受賞した。

2018年
- 1月19日 小室が引退会見。

2019年
- 4月21日 デビュー35周年記念祭として1994年5月18日と5月19日に東京ドームで行われたTMN終了ライブを5.1ch HDリマスタリングした『TMN final live LAST GROOVE 1994』が全国14都市24か所の映画館にて1日限定上映。
- 5月22日 10枚組 Blu-ray BOX 『TM NETWORK THE VIDEOS 1984-1994』発売。「DRAGON THE FESTIVAL TOUR featuring TM NETWORK 1985.10.31」「T-MUE-NEEDS STARCAMP TOKYO 1988.08.25」は本作にのみ収録。また単品でも再発された「TMN final live LAST GROOVE 5.19」には同日の「Get Wild '89」が編集され初収録。
- 9月22日 宇都宮隆がソロとしては初となる全編TM曲のみを歌うツアー『Takashi Utsunomiya Tour 2019 Dragon The Carnival』を開催（翌年2月7日まで、8会場14公演）。
- 12月4日「BEYOND THE TIME (メビウスの宇宙を越えて)」がクリアパープルヴァイナル仕様、「SEVEN DAYS WAR」がクリアブルーヴァイナル仕様の7インチアナログレコードとして再リリース。

### 2020年代
2020年
- 3月18日 ファン投票によるベスト・アルバム『Gift from Fanks T』および『Gift from Fanks M』をリリース、1st albumのアウトテイク「グリニッジの光を離れて」が初収録。
- 4月21日 木根と小室のコメントも収録された『Takashi Utsunomiya Tour 2019 Dragon The Carnival』がBlu-rayで発売。
- 9月14日 『tribute LIVE SPIN OFF from TM 2020 T-Mue-needs』開催（12月2日まで11会場16公演）、小室は不参加。
- 12月18日 19時00分 - 21時00分 東海ラジオで特別番組 『TM NETWORK SF Rock Station 2020』放送、5年ぶりに3人でのラジオ出演となった。
- 12月29日 LINE CUBE SHIBUYAにて開催された 宇都宮隆・木根尚登『年忘れ!!歌酔曲vsフォーク 〜ハタシテ？ドチラが勝つでショー〜』公演終盤、小室哲哉が特別審査委員長として登壇。出演者全員で「TIMEMACHINE」と「あの素晴しい愛をもう一度」を披露。

2021年
- 10月1日 「再起動」と題して、6年ぶりに活動を再開することを発表。オリジナルライブ映像を10月より隔月で3回連続で配信する。これに伴い公式YouTubeチャンネルが開設された。

2022年
- 2月23日 ファン投票によるライヴアルバム『LIVE HISTORIA T』および『LIVE HISTORIA M』をリリース、「17 to 19」のライブ音源が初収録。
- 4月21日 ライブBlu-ray『How Do You Crash It?』リリース。初回限定盤のみ同ライヴの音源が収録された3枚組CD『How Do You Crash It? one / two / three』と新曲「How Crash?」のCDがそれぞれ同梱。
- 4月28日 夏開催予定のツアー“FANKS intelligence Days”のオープニング曲「Please Heal The World」をLINE NFTにてリリース。
- 7月29日 7年ぶりとなるライブツアー『TM NETWORK TOUR 2022“FANKS intelligence Days”』開催(8月20日まで、4都市7公演)。さらに9月3日・4日には横浜ぴあアリーナMMにて追加公演を開催(1都市2公演)。
- 9月21日 ライブヒストリーBlu-ray『LIVE HISTORIA VISUALIZED T』『LIVE HISTORIA VISUALIZED M』リリース。
- 12月3日 全国8か所の映画館にて『How Do You Crash It?』上映。
- 12月5日 CASIO G-SHOCK40周年の招待制イベント第二部に出演。
- 12月28日 ライブBlu-ray『“FANKS intelligence Days” at PIA ARENA MM』リリース、初回限定盤のみ同ライヴの音源が収録された2枚組CDが同梱。

2023年
- 6月13日 翌日放送のラジオ番組公録を兼ねたトークイベント『TM NETWORK FANKS THE PARTY 2023 feat. "DEVOTION"』開催。
- 6月14日 13thオリジナルアルバム『DEVOTION』がCDとして、映画タイアップされた新曲が配信限定シングル「Whatever Comes(Opening Edit)」として同時リリース。
- 8月26日 さいたまスーパーアリーナで開催されたAnimelo Summer Live 2023 -AXEL- Day2 にシークレットゲストとして出演。
- 9月6日 6月14日にリリースされた配信限定曲「Whatever Comes(Opening Edit)」の完全版となる45thシングル「Whatever Comes」がリリース。
- 9月7日 ライブツアー『TM NETWORK 40th FANKS intelligence Days 〜DEVOTION〜』開催(11月30日まで、12会場16公演)。
- 12月1日 アルバム『DRESS2』とアルバム『QUIT30 (disc1)』の12インチ盤、および「I am / LOUD」をダブルサイダー7インチ盤としたアナログレコードが同時リリース。
- 12月6日 45thシングル『Whatever Comes』の12inchEPアナログ盤と、配信限定シングル「Angie」が同時リリース。

2024年
- 1月18日 ライブツアー『TM NETWORK 40th FANKS intelligence Days 〜STAND 3 FINAL〜』開催 (3月8日まで、7都市9公演)。
- 4月20日 アリーナツアー『TM NETWORK 40th FANKS intelligence Days 〜YONMARU〜』開催 (5月19日まで、3都市6公演)。
- 4月21日 デビュー40周年となるこの日、完全生産限定2枚組CD『40+ 〜Thanks to CITY HUNTER〜』、及びライブBlu-ray『TM NETWORK 40th FANKS intelligence Days 〜DEVOTION〜』同時発売、「Get Wild Continual」デジタルリリース。
- 4月29日 NHK FMにて2時間50分の生放送番組『TM NETWORK 40 Special 〜電気じかけの予言者たち〜』オンエアー、林田理沙アナウンサーと出演。5月17日には1時間にまとめたテレビ版をNHK総合にて放送。
- 5月15日 トリビュートアルバム『TM NETWORK TRIBUTE ALBUM -40th CELEBRATION-』リリース。
- 5月22日 「Get Wild Continual」がクリアレッドヴァイナル仕様の7インチアナログレコードとしてリリース。
- 8月21日 アルバム『RHYTHM RED』が不透明黒盤と不透明赤盤の12インチ盤、アルバム『EXPO』が不透明白盤2枚の12インチ盤として初のアナログレコードリリース。
- 12月31日 大晦日ライブ『TM NETWORK 2024 intelligence Days FANKS inside』開催(1公演)。

2025年
- 2月26日 48thシングル「Carry on the Memories」CDリリース。3月26日アナログ盤リリース。
- 2月28日 映画「TM NETWORK Carry on the Memories 3つの個性と一つの想い」劇場公開。
- 3月22日 ライブツアー『TM NETWORK 2025 YONMARU+01』開催(4月9日まで、3都市6公演)。
- 9月24日 昨年末2024年12月31日に東京ガーデンシアターにて行われた『TM NETWORK 2024 intelligence Days FANKS inside』及び今年春に行われたライブツアー『TM NETWORK 2025 YONMARU+01』の最終日となる4月9日に横浜アリーナにて行われたライヴ映像がそれぞれ収録されたBlu-Ray『TM NETWORK 2024 intelligence Days FANKS inside / TM NETWORK TOUR 2025 YONMARU+01』がリリース予定。

## ライブサポートメンバー
（※は「SPIN OFF from TM」のメンバーとしても参加）

レコーディングのみ参加のメンバーは各シングル、アルバムの項を参照
ギター
北島健二（FENCE OF DEFENSE, 1984年 - ）
1stアルバム『RAINBOW RAINBOW』のレコーディングセッションより参加。ライブへのサポート参加は1994年の『TMN 4001 DAYS GROOVE』が最初であるが、以降は頻繁に参加している。
松本孝弘（B'z, 1985年 - 1989年）
北島の紹介を受けて『DRAGON THE FESTIVAL TOUR featuring TM NETWORK』より参加。B'z結成直後の『TM NETWORK CAROL TOUR FINAL CAMP FANKS!! '89』までレコーディング・ライブ共に参加をし続けた。のちに1994年の『TMN 4001 DAYS GROOVE』最終日に2曲、2004年の「TM NETWORK DOUBLE-DECADE TOUR FINAL “NETWORK” in NIPPON BUDOKAN」最終日アンコールで3曲、2024年の「TM NETWORK 40th FANKS intelligence Days 〜YONMARU〜」の本編終了後にワンモアソングとしてDay39に1曲、Day40に2曲参加した。
葛城哲哉（1990年 - ）※
7thアルバム『RHYTHM RED』のレコーディングセッションより参加。リニューアル期から現在までの長きに渡って参加を続けている。
木村建
2000年の『TM NETWORK Log-on to 21st Century』に参加。
鈴木俊彦（Purple Days）
2012年の『TM NETWORK CONCERT -Incubation Period-』に参加。
松尾和博（ザ・トロフィーズ、2013年 - ）
『TM NETWORK FINAL MISSION - START investigation -』より参加。以降、レコーディングにも頻繁に参加。小室のプロデュース作品には90年代から現在に至るまで数多く参加。また木根のソロ作品にも参加している。
ベース
住吉中
1984年の『DEBUT CONCERT』に参加。
西村麻聡（FENCE OF DEFENSE, 1985年 - 1986年）
『DRAGON THE FESTIVAL TOUR featuring TM NETWORK』より参加。FENCE OF DEFENSE結成に伴いサポートを離れたが、それ以降もライブにゲストとして参加することが多い。
日詰昭一郎（1987年 - 1988年）
『TM NETWORK TOUR '87 FANKS! BANG THE GONG』より参加。サポート参加の他にも、メンバー3人と共にユニット「ハンバーグ&カニクリームコロッケ」を結成している（後述）。
春山信吾
2001年の『TM NETWORK TOUR MAJOR TURN-ROUND』に参加。
吉田建
2003年の『LIVE IN NAEBA'03 -FORMATION LAP-』、2007年の『TM NETWORK -REMASTER-』に参加。
ドラムス
山田亘（FENCE OF DEFENSE, 1985年 - 1988年）
2ndアルバム『CHILDHOOD'S END』のレコーディングセッションより参加。
ライブは『DRAGON THE FESTIVAL TOUR featuring TM NETWORK』より参加。
阿部薫（1983年 - ）※
メジャーデビューのきっかけとなった『フレッシュサウンズコンテスト』にドラマーとして参加するなど、サポートメンバー中では一番の古株である。ツアーへの参加は1988年の『TM NETWORK TOUR '88〜'89 CAROL 〜A DAY IN A GIRL'S LIFE 1991〜』が初。
そうる透（2007年 - 2008年）
『TM NETWORK -REMASTER-』『TM NETWORK PLAY SPEEDWAY and TK HITS!!』に参加。
Ruy（Avaivartika, 2012年 - ）
『TM NETWORK CONCERT -Incubation Period-』より参加。バンド活動の他にmiwaやKAT-TUNなど多くのアーティストのサポートドラマーとして活躍している。
キーボード
白田朗（1985年 - 1986年）
『DRAGON THE FESTIVAL TOUR featuring TM NETWORK』より参加。
浅倉大介（access, 1987年 - 1992年、2004年）※
『Kiss Japan TM NETWORK Tour '87〜'88』からマニピュレーターとして参加し、『RHYTHM RED TMN TOUR』以降はサポートとしてシンセベースなどを担当。のちに1994年の『TMN 4001 DAYS GROOVE』ではCAROLパートに、2004年の「TM NETWORK DOUBLE-DECADE TOUR FINAL “NETWORK” in NIPPON BUDOKAN」ではTMNパートおよびアンコールに参加した。
吉村龍太
2000年の『TM NETWORK Log-on to 21st Century』に参加。
マニピュレーター
小泉洋（1984年 - 1985年）
『ELECTRIC PROPHET』より参加。
久保こーじ（1985年 - 1994年）
2ndアルバム『CHILDHOOD'S END』のレコーディングセッションより参加。"終了"以降も小室の「右腕」として活動を共にした。

### サポートメンバーとのコラボレーション
1988年にはラジオ『小室哲哉のSF Rock Station』（東海ラジオ放送）内の企画ユニットとして、TMの3人＋日詰昭一郎の4人で「ハンバーグ&カニクリームコロッケ」を結成、インディーズでシングル「神社でB/恋のながら族」を限定リリースした（編成は、ボーカル：日詰、ギター：小室、ベース：木根、ドラムス：宇都宮。B面には松本孝弘も参加）。バンド名の由来は当時小室がお気に入りだったファミリーレストランのメニューから。レコードの価格は東海ラジオの周波数に合わせて1,332円だった。
1993年には、チャリティーイベント『Act Against AIDS '93』で、葛城哲哉(G)、北島健二(G)、久保こーじ(Key)、鮫島秀樹(B)、橋本章司(Dr.)と演奏。
また、2003年、2005年、2007年、2020年の4回に渡って、宇都宮と木根、浅倉大介、阿部薫、葛城哲哉の5名で「TM tribute LIVE」/「SPIN OFF from TM」ツアーが行われた。「TM NETWORKのライブではあまり演奏しない曲もセレクション」「オリジナルアレンジを基本に演奏する」がコンセプトで小室公認で行われている。このツアーを始めるにあたり小室は自分の代役として浅倉大介を指名している。2020年の浅倉不参加回にSOPHIAの都啓一が参加、追加公演には両名とも参加し、最終日のアンコールではShinnosukeとnishi-kenも参加した。
2020年年末には宇都宮・木根によるイベント『年忘れ!!歌酔曲vsフォーク 〜ハタシテ？ドチラが勝つでショー〜』終盤に小室も参加して、出演者の野村義男（Ba）、松尾和博（Gt）、nishi-ken（Key）、山本英美（Gt）、中村修司（Gt）と演奏した。

## ユニット名
ユニット名の「TM」はメンバーが住んでいたと同時に、音楽活動を始めたホームタウンともいえる東京都多摩地域の「多摩」（TaMa）がその由来である。小室がシカゴのように地域名を入れたいとこだわったためだったが、ユニット名の由来があまりパッとしないという理由でレコード会社・事務所からユニット名の再検討が行われ（2016年12月26日放送のTakanori Music Revolution内にて小室哲哉が「TAMA NETWORKで行こうとしたが、（ソニーレコードの）坂西伊作氏により拒否された」と明かしている）、「メロー・イエロー」「ピーカーブー」「スロー・ダンサー」「ジェニファー・ジェニファー」などの案が出るなどした。最終的にユニット名は「TM NETWORK」に、「TM」は公式には「タイムマシン（Time Machine）の略」ということになり、数々のCM（カセットテープのCMなど）やアルバムの企画、楽曲がこの公式設定に則って制作された。この本当の由来は1993年まで公にされなかった（木根が1993年4月25日 - 11月7日まで東京都多摩地域で放送していたイベント放送局「TAMAらいふ21FM、愛称：Egg Station」に出演した際に初めて明らかにし、自著『電気じかけの予言者たち』で明記。その後2006年9月6日放送の『トリビアの泉 〜素晴らしきムダ知識〜』でも語った）。「NETWORK」の部分に関しては木根の考案で、メン・アット・ワークの語呂からヒントを得たという。
なお、2015年4月8日オンエアー「TM NETWORKのオールナイトニッポン」内で「本当に多摩だったの？」という質問に小室は「ドラムのTAMAっていうメーカーあるじゃない。ああいうのもあるんだからいいんじゃないのって」と答えた。
のちに2016年の日本テレビ系「踊る!さんま御殿!!」、2023年のTBSラジオ「「立飛グループpresents東京042〜多摩もりあげ宣言〜」、2024年のテレビ朝日系「徹子の部屋」でもユニット名の由来について語っている。

## 逸話
デビュー当初は小室と宇都宮の二人のみの露出を、とEPIC・ソニー側から要請されていた。その戦略のため「1974」のジャケットには木根は写っていない。
デビュー当時に小室は高校時代の同級生に「売れないからレコード買ってよ」と頼み込んだことがあった。
デビュー直後から、ヤマハとの付き合いが始まっている。切っ掛けは当時のマネージャー・青木高貴が飛び込み同然で1stアルバムと1stシングルのMVを持って渋谷のヤマハの営業部を訪れて、売り込みをかけた。ヤマハ側が「映像を見てみたらクオリティが高かった。当時の最新鋭のシンセサイザーも使いこなしていた」と認めたことによる。当時打ち合わせに立ち会ったのは、後に「TK state」の専務取締役を務める道免友彦である。
「RAINBOW RAINBOW」は佐野元春が絶賛した初期の頃特有のSF的要素を持つ一曲である。また「PANORAMAGIC (アストロノーツの悲劇 )」は小室による造語だが、この数年後に同名の電化製品が発売されている。
「TM NETWORK」の名称を決めた場所は東京都府中市に所在していた「すかいらーく国立店」（「ガスト国立店」に改称後、2024年1月8日に閉店）とされている。また、ライブ後はすかいらーくを主とするファミリーレストランで打ち上げをする。これは小室の極端な偏食によるもので、いわゆる「居酒屋メニュー」を好まなかったため（魚介類が苦手、というのは、藤井徹貫の書籍などでも頻繁に語られている）。事前に貸し切り状態にしたり、地方などでは通常は貸し切りできないため、事前にイベンター、スタッフを全ての4人掛け席に1人ずつ前乗りさせ、2 - 3時間近くコーヒーで粘って席を確保していた。ちなみに2001年の『TM NETWORK TOUR MAJOR TURN-ROUND』で小室が大阪、福岡、東京でのライブ後の打ち上げ計3回分の代金を支払った総額は、1人がファミレスなら10年間くらい食べ放題の金額であったという。
デビューしてまだブレイクする前、収入は少なかったがレコード会社から若干の衣装代が支給されていた。しかし常に高価な服を買い、かつ同じものを二度と着ないようにしていたことでお金が無くなり、以後人前に出るときの衣装は上下19800円（当時は破格）のものをディスカウントショップで購入していたこともあったという。
小室はロンドンに渡る際、現地にて女性ボーカリストをスカウトしTM internationalという姉妹ユニットを結成・世界デビューさせる計画があったが、自分の無力さを痛感したこと・「キック・ハイハットがシンクロしていない。これでは踊れない」と現地のミュージシャンに忠告されたこと・スタジオワークの面白さを知ったことで白紙になった。
小室はTMNリニューアルの際、「本当はTM-Internet-workにしたかった」という。その時は「インターネットという言葉はまだこの時代には時期尚早すぎる」という自身の判断により没になったが、後に『Major Turn-Round』プロジェクトのキーワードの一つとして使われることになった。
再始動初のライブは香港にてT.M.Revolutionとのジョイントで行う予定だったが、諸事情で取りやめになり、代替公演として『TM NETWORK Log-on to 21st Century supported by ROJAM.COM』を横浜アリーナにて行った。
小室は、TM（TMN）がレギュラー出演していたTBSのラジオ番組内で、個人が主催するパーティにメンバー3人で出演する仕事を10万円で請け負うと述べたことがある。TBSラジオで俳優の岸谷五朗がメインパーソナリティを務めていた生放送『岸谷五朗の東京RADIO CLUB』の直後の番組内で突発的に小室が『（小規模の）イベントをやりたい』、『そのMCに岸谷はどうか』という趣旨の発言をしたため、スタッフの配慮からか既に帰宅途中であった岸谷がTBS社屋（TMNの番組の生放送ブース）まで呼び戻されたことがある。岸谷は上記の番組、または、その後発のラジオ番組（TBS）内にて『小室は夜中に急に中華料理が食べたくなり、ヘリコプターを手配して香港へ食べに行ったことがある』という趣旨の逸話を話しているが、これはフィクションである（2014年にTM NETWORKが出演したアーティスト・プロデュース・スーパー・エディションで明らかになった）。
木根は2014年5月、バラエティー番組「解禁、今だから言えるナイショ話」で、『TM初期の代表曲「Get Wild」ではギターを弾かず、弾いているフリだけの「エアギターだった」と告白した。実際弾いていたのは、B'zでデビューする前の松本孝弘であった。』と取り上げられたが、9月ニコニコ生放送出演時に「実際はアンサンブルでオクターブ奏法を弾いているんです」と説明し、翌月演奏動画も投稿。2023年6月のトーク番組「じっくり聞いタロウ〜スター近況（秘）報告〜」でもこの件について弁明した。

## 評価
大江千里は「『10年に1回出るか出ないか』という挑戦を毎回やっている人たち」「TMのモデルとなる様な活動をしている人は、日本にも海外にもいない。だから前人未到のことをやっている面白さがある」と評している。
山下達郎は「たまたま『PERFORMANCE '84-'85』と『ELECTRIC PROPHET』が並行していて、たまたま同じホテルに泊まった時、女子中学生の騒がれ方が何百人の単位で違っていた。1984年のことだけど、未だに僕は鮮明に覚えている」と当時の衝撃を振り返っている。その後竹内まりやのアルバム「REQUEST」のレコーディングの際に、同じスタジオの隣の部屋でTMのレコーディングが行われた。TMの楽曲を聴いた際、山下・竹内は共に「勢いがある。自分達のやっていることは、本当に大丈夫なのか?」と将来が不安になったことを吐露した。
ピエール中野は「ギターが意外性のある複雑なことをやっているし、上物の音の入れ方とかに凛として時雨への影響が表れている。今聴いても格好いいし、新しい」と評している。
40周年の際、音楽評論家の田家秀樹は「テクノロジーとポップミュージックではYMOが先陣を切ったわけですが、どこが違うかもよく分かります。時代も違いますけど、YMOは実験的だった。TMは大衆的だった。アートとポップを両立させた」、シンガーソングライターの松任谷由実には「このアルバムを通して聴くと正に、彼らが日本のエレクトロ・ポップの祖だということがわかります」と評されている。
野宮真貴は「YMO以来の3人組で、しかもメロディアスな歌ものが新鮮でした。私はグラムロックが流行っていた頃からビジュアル重視だったので、当時からブリティッシュで端正な佇まいが美しい小室さんのことをすごくチェックしていた」と話している。
清塚信也は「TMの楽曲のすごい所は、とてもシンプルなテーマ性を次々に展開していくところ。『レ#・ド#・シ』（ミ・レ・ド）というテーマを何度も使い、そこからの展開でドラマを持たせている。逆にすると『ドーレーミー、ドーレーミー』と『チューリップの歌』になってしまうとてもシンプルな音階だが、TMの手にかかるとここまで格好良いドラマになる」と絶賛している。
澤野弘之は「『キーボードで曲を創っている人がこんなに目立っているバンドがあるんだ!』と驚いて、こういう在り方を目指すのもアリかもしれないなと思ったんですよね」と自分の活動する際の姿勢のルーツになったことを話している。

## 出演

### レギュラーラジオ（ただし過去に出演したもの）
- サウンズ・ウィズ・コークTM NETWORK Come on FANKS!（TBSラジオ）
- サウンズ・ウィズ・コークTMN ROCK'N UP（TBSラジオ）
- スーパーギャング TMN EXPO '91（TBSラジオ）
- TMN ウツと木根君（TBSラジオ）
- SF Rock Station（東海ラジオ）
  - 1986年10月 - 1988年3月（小室）、1988年4月 - 1989年3月（木根）
  - 「TM NETWORK SF Rock Staition」（2023年6月14日） - 3人で出演。9月にポッドキャストで公開[149]
  - 「65th TOKAI RADIO TM NETWORK SF Rock Station 2024」（2024年9月15日） - 3人で出演[150]
- TMN ユナイテッド（TOKYO FM系列）
- サークルKプレゼンツ BEAT CLUB それ行けTM NETWORK（FM愛知ほか）

### CM
- マクセルカセットテープ「UD@017」（1990年）
- マクセルカセットテープ「UD」（1990年）
- ハウス食品 オーザック（1990年）

### NHK紅白歌合戦出場歴
| 年度/放送回               | 回 | 曲目                                | 出演順 | 対戦相手 |
| ------------------------- | -- | ----------------------------------- | ------ | -------- |
| 1988年（昭和63年）/第39回 | 初 | COME ON EVERYBODY '88 FINAL MEGAMIX | 12/21  | 益田宏美 |

注意点
- 出演順は「出演順/出場者数」で表す。

### 特別番組
- TM NETWORK 40th Anniversary WOWOW Special Year（2024年6月 - 2025年5月、WOWOW） - デビュー40周年記念大型特集。新旧ライブ映像、オリジナルトーク番組などを11カ月に亘って放送[151]
  - TM NETWORK 40th Anniversary Premium Talk Session（2024年）[152][153]

1. Part1〜Hosted by 木根尚登〜（8月31日）[154]
2. Part2〜Hosted by 宇都宮隆〜（10月27日）
3. Part3〜Hosted by 小室哲哉〜（12月22日）